# Tyflofilm
Tyflofilm (z gr. typhlos – niewidomy) – rodzaj specjalnego filmu, w którym osobom niewidomym werbalnie opisywane są wizualne elementy kompozycji obrazu filmowego. Opisy umieszczane są pomiędzy dialogami w postaci dodatkowej ścieżki dźwiękowej. Opisy odczytuje lektor bez artystycznej ekspresji.

## Historia
Tworzenie tyflofilmów zapoczątkował pod koniec lat 90 Andrzej Woch z Krakowa.
Pierwszy pokaz tyflofilmu miał miejsce w roku 1999 w  Ośrodku Leczniczo-Rehabilitacyjnym dla niewidomych Nestor w Muszynie. Pierwszym tytułem, przygotowanym jako tyflofilm, był trzeci odcinek serialu Ekstradycja.

## Technika
Tyflofilmy mogły być odtwarzane na tradycyjnym sprzęcie wideo lub odtwarzaczach komputerowych. W tyflofilmach stosowano stopklatkę. Film był zatrzymywany, aby zmieścić konkretny fragment opisu, co tym samym powodowało wydłużenie oryginalnego czasu trwania filmu.
Tyflofilmy nie były wyświetlane podczas pokazów kinowych, skierowanych do szerokiej publiczności. Stosowanie  stopklatki uniemożliwiało osobom z niepełnosprawnością wzroku udział w pokazach na równi z osobami widzącymi, w tym samym miejscu i czasie. Tyflofilmy nigdy nie ukazały się w sprzedaży, choć można je nadal wypożyczyć w Bibliotece Centralnej PZN.

## Tytuły tyflofilmów
Biblioteka Centralna PZN posiada w swoich zbiorach kasety z następującymi tyflofilmami:
1. komedia
  1. Seksmisja
  2. Miś
2. komedia kryminalna
  1. Vabank
3. sensacyjny
  1. Psy
  2. Sara
4. dramat obyczajowy
  1. Tato
5. dramat
  1. Zapach kobiety
6. western
  1. Siedmiu wspaniałych
  2. Rio Bravo

Kasety VHS są wypożyczane na rewers, po osobistym zgłoszeniu się do działu tyflologicznego biblioteki Centralnej PZN.